# I Got a Name (nummer)
"I Got a Name" is een nummer van de Amerikaanse singer-songwriter Jim Croce. Het nummer verscheen op zijn gelijknamige album uit 1973. Op 21 september van dat jaar werd het nummer uitgebracht als de eerste single van het album.

## Achtergrond
De tekst van "I Got a Name" is geschreven door Norman Gimbel, terwijl de muziek is geschreven door Charles Fox. Het is een van de weinige nummers die Croce opnam die hij niet zelf schreef. Volgens Gimbel nam Croce het op aangezien "Jim het leuk vond omdat zijn vader een droom voor hem had, maar hij overleed voor het eerste succes van zijn zoon." Het nummer gaat over een man die trots is op wie hij is en waar hij in het leven naartoe gaat, en zich niets aantrekt van wat anderen van hem zeggen. De hoofdpersoon erkent wel dat niet alle mensen trots zijn op wie zij zijn: hij neemt bijvoorbeeld net zoals zijn vader zijn naam overal mee naar toe, maar in tegenstelling tot zijn vader leeft hij het leven dat zijn vader voor iedereen verborgen hield.
"I Got a Name" werd op 21 september 1973 uitgebracht als single, een dag nadat Croce bij een vliegtuigongeluk om het leven kwam. De single bereikte postuum de tiende plaats in de Amerikaanse Billboard Hot 100, terwijl in Canada de achtste plaats werd gehaald. Ook in Australië werden de hitlijsten bereikt, met plaats 49 als hoogste notering. In Nederland werd de single pas in 1975 uitgebracht en bereikte het plaats 25 in de Top 40.
"I Got a Name" is het themanummer van de film The Last American Hero. Ook kwam het voor in de films The Ice Storm, Invincible, Django Unchained, Logan en The Lego Ninjago Movie. Daarnaast werd het gecoverd door onder meer Geri Halliwell, Lena Horne met Michel Legrand, Helen Reddy en Jerry Reed. Ook Croce's zoon A. J. Croce heeft het een keer opgenomen voor een commercial van Goodyear waar Dale Earnhardt jr. in speelde.

## Hitnoteringen

### Nederlandse Top 40
| Hitnotering: 30-08-1975 t/m 13-09-1975 | Hitnotering: 30-08-1975 t/m 13-09-1975 | Hitnotering: 30-08-1975 t/m 13-09-1975 | Hitnotering: 30-08-1975 t/m 13-09-1975 | Hitnotering: 30-08-1975 t/m 13-09-1975 |
| Week                                   | 1                                      | 2                                      | 3                                      |                                        |
| -------------------------------------- | -------------------------------------- | -------------------------------------- | -------------------------------------- | -------------------------------------- |
| Positie                                | 28                                     | 25                                     | 39                                     | uit                                    |

### NPO Radio 2 Top 2000
| Nummer met noteringen in de NPO Radio 2 Top 2000 | '99  | '00  | '01 | '02  | '03  | '04  | '05  | '06  | '07  | '08  | '09  | '10  | '11  | '12  | '13  | '14  | '15  | '16  | '17  |
| ------------------------------------------------ | ---- | ---- | --- | ---- | ---- | ---- | ---- | ---- | ---- | ---- | ---- | ---- | ---- | ---- | ---- | ---- | ---- | ---- | ---- |
| I Got a Name                                     | 1404 | 1066 | 856 | 1524 | 1979 | 1786 | 1584 | 1644 | 1853 | 1662 | 1731 | 1672 | 1737 | 1919 | 1362 | 1201 | 1469 | 1790 | 1927 |

1. ↑  Een vetgedrukt getal geeft de hoogste notering aan.
2. ↑  Deze tabel is bijgewerkt tot en met de laatste editie (2024).